# Ian Kaledine
Ian Kaledine – belgijska seria komiksowa z gatunku science fiction, której autorami są Jean-Luc Vernal (scenariusz) i Ferry, czyli Paschalis Van Vosselen (rysunki). Seria ukazała się w 10 tomach nakładem wydawnictwa Le Lombard w latach 1983–1992. Po polsku ukazały się dwa pierwsze tomy nakładem oficyny Pegasus w 1990 roku

## Fabuła
Akcja serii rozpoczyna się w 1908 roku w Paryżu. Głównym bohaterem jest tytułowy Ian Kaledine – rosyjski książę, który ma za zadanie dostarczyć broń armii kozackiej dowodzonej przez jego ojca. W tym samym czasie w tajdze dochodzi do wielkiej eksplozji (widocznej nawet w Paryżu). Zainteresowany tym książę postanawia zbadać sprawę. Towarzyszy mu angielska reporterka Jane Headlong oraz wynajęty człowiek, irlandzki emigrant Ferragus. Po wielu przygodach docierają w do epicentrum wybuchu, gdzie znajdują fragmenty dziwnej maszyny.

## Tomy
| Tom | Tytuł i rok wydania polskiego | Tytuł i rok wydania oryginalnego     |
| --- | ----------------------------- | ------------------------------------ |
| 1   | Biała noc (1990)              | La Nuit blanche (1983)               |
| 2   | Tajemnica tajgi (1990)        | Le Secret de la Taïga (1983)         |
| 3   |                               | La Mémoire du fond de l’œil (1984)   |
| 4   |                               | Shan Pacha (1985)                    |
| 5   |                               | La Fée Péri (1986)                   |
| 6   |                               | Le Couteau de braise (1987)          |
| 7   |                               | Le Grand Complot (1988)              |
| 8   |                               | Le Samouraï noir (1989)              |
| 9   |                               | Le Secret du château Flambard (1990) |
| 10  |                               | Dottore Serpenti (1992)              |